# Bauernhof Hof 134

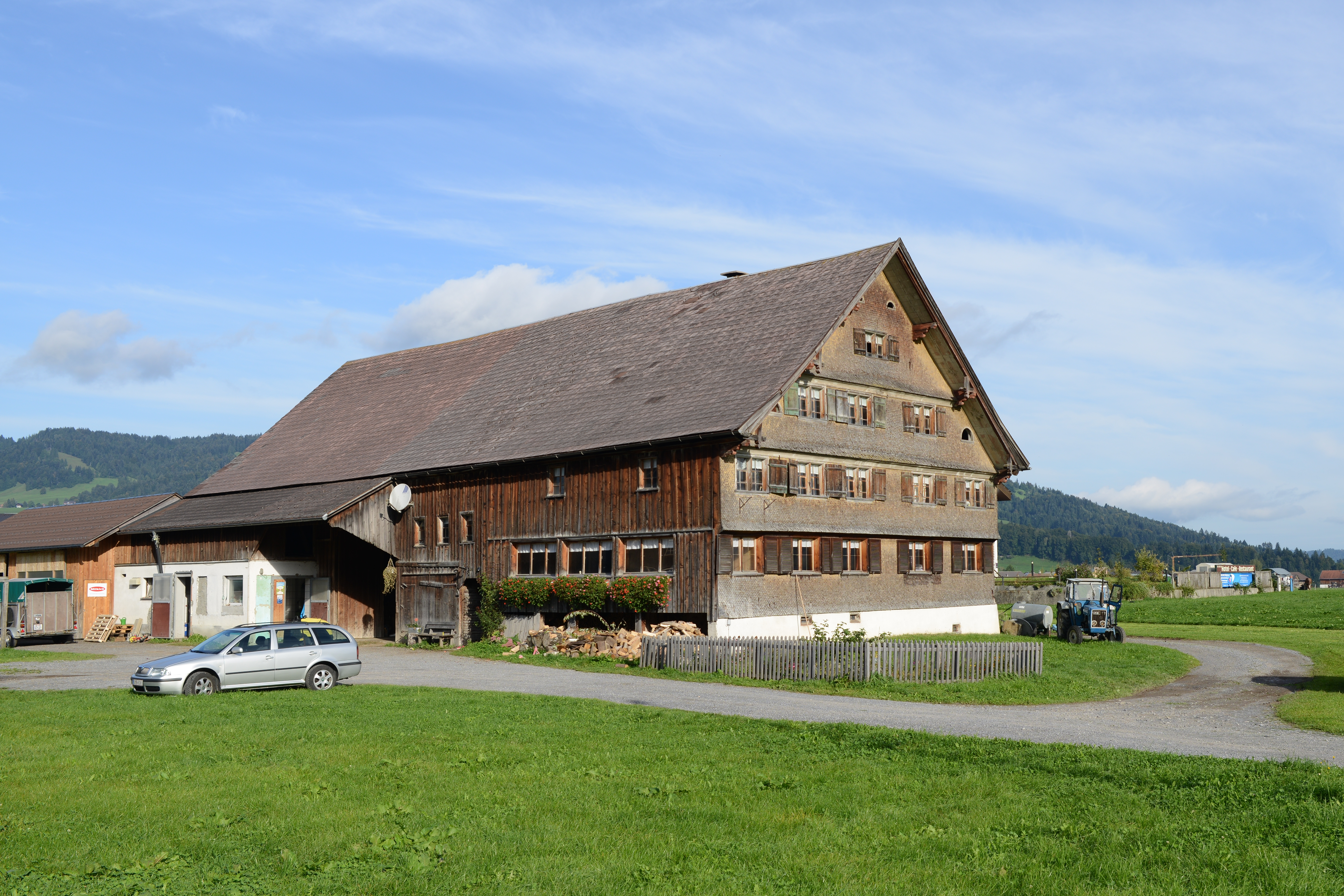
Bauernhof in Hof 134

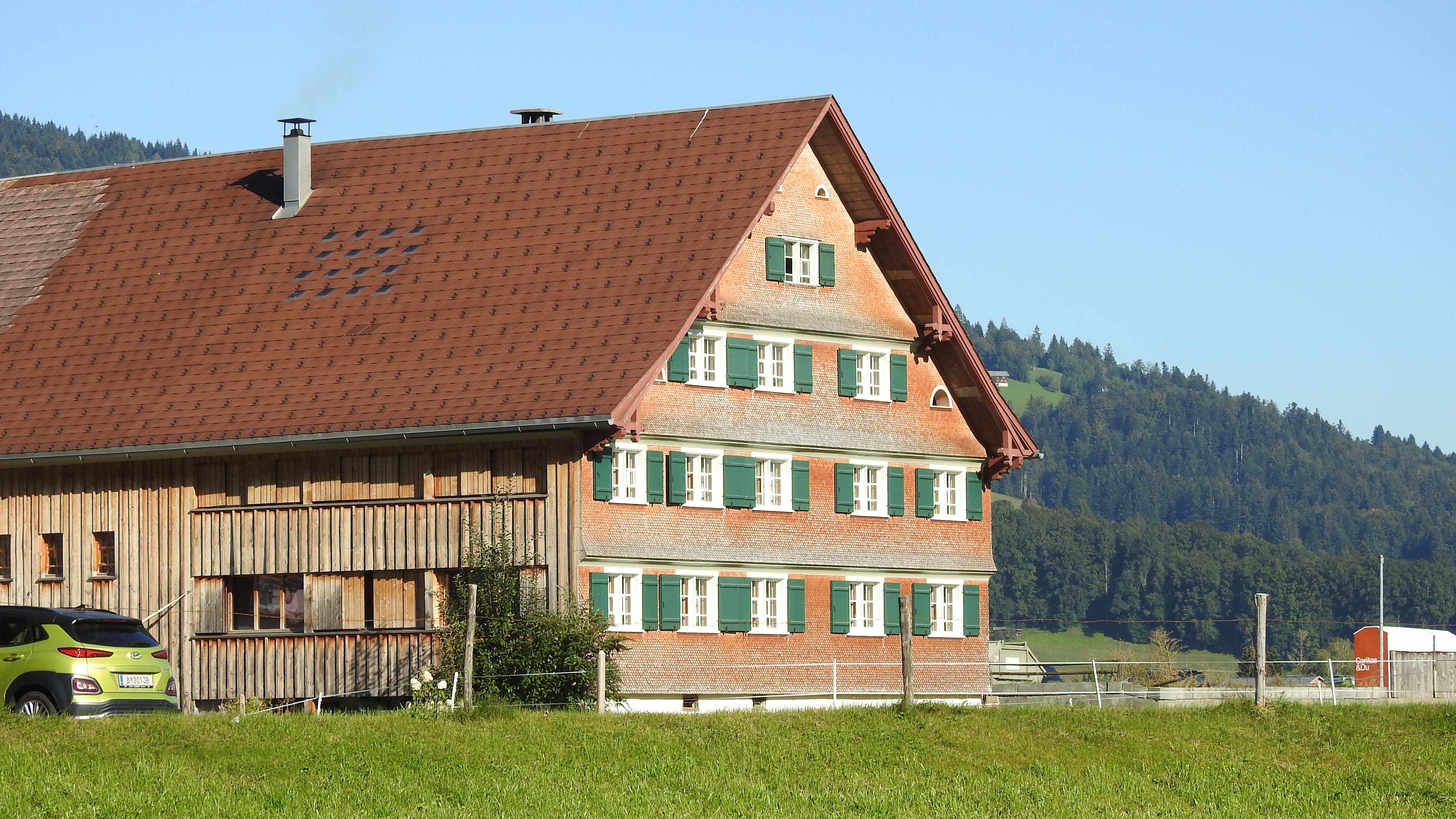
Hof 134 in Andelsbuch 2020 nach Sanierung

Der Bauernhof in Hof 134 in der Bregenzerwälder Gemeinde Andelsbuch war der Sitz der letzten Landammänner Kaspar, Johann I. und Johann II. Fink. Das Bauwerk steht seit 2013 unter Denkmalschutz (Listeneintrag).
Der Bauernhof ist als Einhof ausgeführt. Der Wohntrakt ist mit Schuppenschindeln sowie stirnseitig durchziehende Klebdächer ausgestaltet. Die profilierten Pfettenköpfe und die Flugstreben dienen der Verzierung. Das Dachgesims ist ornamental mit Blattwerk bemalt. Eingangsseitig ist eine Sommerlaube mit Kachelofen.